# Placoclytus virgulatus
Placoclytus virgulatus là một loài bọ cánh cứng trong họ Cerambycidae.